# Incidente ferroviario del CSX 8888
L'incidente ferroviario del CSX 8888 , noto anche come incidente dei Crazy Eights (incidente degli "Otto Pazzi"), è stato un evento ferroviario riguardante un treno merci della CSX Transportation nello stato americano dell'Ohio il 15 maggio 2001. 
La locomotiva n. 8888, una EMD SD40-2, stava trainando 47 vagoni, 25 erano vuoti ma due vagoni cisterna erano carichi di fenolo fuso, una sostanza utilizzata in coloranti e colle altamente tossica e pericolosa che può causare gravi ustioni in caso di contatto diretto con la pelle o gli occhi. Per circa due ore il treno ha viaggiato senza nessuno ai comandi a una velocità di 52 miglia orarie (84 km/h) percorrendo in totale circa 106 km. Alla fine un'altra locomotiva, la n. 8392 (un'altra EMD SD40-2) riuscì a raggiungere il treno fuori controllo e si agganciò all'ultimo vagone. Rallentato a circa 11 miglia orarie (18 km/h), un capotreno corse accanto al CSX, riuscì a saltare a bordo ed a fermarlo tirando il freno.
Da questo evento è stato tratto il film Unstoppable - Fuori controllo per la regia di Tony Scott.

## Antefatto
Il 15 maggio 2001, un macchinista della compagnia di trasporti CSX stava utilizzando la locomotiva n. 8888 per spostare una serie di vagoni merci dal binario K12 al binario D10 per la partenza di un altro treno allo Stanley Yard di Walbridge, Ohio, il principale scalo di smistamento della CSX per Toledo. Il convoglio era composto da 47 vagoni merci; 25 di questi erano vuoti, ma 22 di essi erano completamente carichi, inclusi due vagoni cisterna contenenti migliaia di litri di fenolo fuso, un ingrediente tossico utilizzato in molte lavorazioni industriali quali ad esempio la produzione di plastica, materiali epossidici, nylon, farmaci, detergenti e vernici. Si tratta di un composto chimico che provoca gravi ustioni in caso di contatto diretto con la pelle o gli occhi ed è estremamente dannoso se ingerito.

## L'Incidente
Il macchinista ad un certo punto notò uno scambio in posizione errata; rendendosi conto che il suo treno, sebbene si muovesse lentamente, non sarebbe riuscito a fermarsi prima di esso a causa dei binari umidi per la pioggia, decise di scendere dal treno per manovrare lo scambio e poi risalire sulla locomotiva. Prima di lasciare la cabina, il macchinista ha azionato il freno ad aria indipendente della locomotiva. Durante il funzionamento tradizionale il macchinista avrebbe azionato il freno ad aria compressa automatico, che avrebbe azionato i freni in ciascuna delle carrozze del treno. Ma, come è normale per i movimenti all'interno dello scalo merci, i freni ad aria dei vagoni erano scollegati dalla locomotiva e quindi non erano funzionanti. Inoltre, l'azionamento dei freni della locomotiva ha disattivato l'interruttore di sicurezza del treno, il così detto meccanismo a "uomo morto", che altrimenti avrebbe arrestato automaticamente il treno.

## L'errore nei comandi
Il macchinista aveva anche tentato di attivare il freno dinamico della locomotiva per rallentare il treno fino a farlo andare a passo d'uomo; i freni dinamici dissipano la quantità di moto (energia cinetica) utilizzando il movimento del treno per azionare i motori di trazione, generando elettricità esattamente come fa un sistema di frenata rigenerativa in un'automobile ibrida/elettrica, che rallenta il treno. Tuttavia, il macchinista "inavvertitamente non è riuscito a completare il processo di manovra", il che significa che ha di fatto impostato il treno per accelerare, non per frenare. Utilizzando la maniglia dell'acceleratore, la potenza dei motori di trazione è stata impostata sulla posizione 8. Se i freni dinamici fossero stati correttamente inseriti come previsto, la locomotiva avrebbe utilizzato i motori contro la quantità di moto del treno come generatori, causandone il rallentamento. Invece, il treno ha iniziato ad accelerare. Pertanto, l'unico freno funzionante era il freno ad aria compressa sulla locomotiva, ma questo non era sufficiente a contrastare la potenza di trazione.

## L'abbandono del Treno
Il macchinista scese quindi dalla cabina, allineò lo scambio e poi tentò di risalire a bordo della locomotiva in accelerazione. Tuttavia, non ci riuscì e fu trascinato dalla motrice #8888 per circa 25 metri, riportando ferite ed escoriazioni. Il treno uscì dal piazzale e iniziò un viaggio senza equipaggio di circa 105 km (65 miglia) verso sud attraverso l'Ohio nord-occidentale. I tentativi di far deragliare il treno usando un deragliatore portatile fallirono; il deragliatore portatile fu scaraventato fuori dai binari dalla forza del treno quando fu colpito. Gli agenti di polizia tentarono di privare il motore del carburante diesel e di spegnerlo sparando al pulsante rosso di interruzione del carburante, quando tre colpi colpirono per errore il tappo rosso più grande del carburante. Ciò alla fine non ebbe alcun effetto, perché i pulsanti sulle ex Conrail SD40-2 (come la CSX #8888) devono essere premuti per diversi secondi prima che il comando venga attivato.

## La missione di salvataggio
Un treno merci diretto a nord, il Q636-15, è quindi stato diretto su un binario morto dove i macchinisti hanno sganciato la locomotiva, CSX #8392 (un altro EMD SD40-2), ed ha atteso che il treno in fuga passasse. La #8392 aveva un equipaggio di due persone: Jess Knowlton, un macchinista con 31 anni di servizio; e Terry L. Forson, un capotreno con circa un anno di esperienza, che insieme si sono messi all'inseguimento del treno in fuga. Per sicurezza un EMD GP40-2, una locomotiva CSX #6008, era anche stata preparata più avanti lungo la linea per agganciarsi alla parte anteriore del treno in fuga per rallentarlo ulteriormente, se necessario.
Knowlton e Forson si agganciarono con successo alla carrozza posteriore e rallentarono il treno applicando i freni dinamici sulla locomotiva di inseguimento. Una volta che il treno in fuga rallentò a circa 19 km/h (12 miglia orarie), il capotreno della CSX Jon Hosfeld corse accanto al treno, salì a bordo e spense la locomotiva. Il treno si fermò all'incrocio della Ohio State Route 31, appena a sud-est di Kenton, Ohio, prima di raggiungere la locomotiva n. 6008. Tutte le ganasce dei freni della n. 8888 erano state completamente bruciate dal calore, poiché erano state applicate durante tutto il viaggio in fuga.
La compagnia CSX non rese mai pubblico il nome del macchinista veterano di 35 anni il cui errore causò la fuga, né quali misure disciplinari furono adottate.